# Xot oriental
El xot oriental (Otus sunia) és un ocell rapinyaire nocturn de la família dels estrígids (Strigidae). Habita l'Àsia meridional i Oriental, a l'extrem sud-est de Sibèria, est de la Xina, Taiwan, Corea, Japó, Indoxina, l'Índia, Sri Lanka i les illes Andaman i Nicobar. En hivern les poblacions més septentrionals migren cap al sud, arribant fins a la Península Malaia i Sumatra. El seu estat de conservació es considera de risc mínim.